# حي غرناطة (الرياض)
حي غرناطة هو أحد أحياء مدينة الرياض ويقع  شمال شرق مدينة الرياض ويحده من الشرق طريق الدمام. من معالم الحي غرناطة مول. كما ينقسم حي غرناطة إلى قسمين : حي غرناطة الشرقية وحي غرناطة الغربية ويسمى حالياً (حي الشهداء).

## الطرق المجاورة له
طريق خالد بن الوليد من الشرق 
طريق الامام سعود بن عبد العزيز بن محمد امتداد إلى طريق الامام عبد الله بن سعود بن عبد العزيز من الجنوب
طريق الدمام من الشمال
طريق الدائري الشرقي (المطار) من الغرب.

## الأحياء المجاورة له
حي الازدهار من الغرب، حي قرطبة من الشمال، حي الفلاح من الشمال الغربي، حي المغرزات من الجنوب الغربي، حي الحمراء من الجنوب، حي اليرموك من الشرق، حي المونسية من الشمال الشرقي، حي الرمال ، طريق الشيخ حسن بن حسين بن علي يفصل حي غرناطة عن حي اليرموك.